# Grevillea benthamiana
Grevillea benthamiana är en tvåhjärtbladig växtart som beskrevs av Mcgill.. Grevillea benthamiana ingår i släktet Grevillea och familjen Proteaceae. Inga underarter finns listade i Catalogue of Life.